# TOHOシネマズ有楽座
TOHOシネマズ有楽座（とうほうシネマズゆうらくざ、TOHO CINEMAS YURAKUZA）は1957年10月9日から2015年2月27日まで東京都千代田区有楽町のニユートーキョー本店（現存せず）でTOHOシネマズ株式会社が所有していた映画館。

## データ
- 所在地：東京都千代田区有楽町2丁目2-3 ニユートーキヨービル内（現在のヒューリックスクエア東京の位置[2]）
- 沿革：ニュー東宝・スキヤバシ映画劇場（1957年10月 - 1972年）→ニュー東宝シネマ1・2（1972年 - 1995年6月）→ニュー東宝シネマ（1995年7月 - 2005年1月14日）→有楽座（2005年4月9日 - 2009年2月9日）→TOHOシネマズ有楽座（2009年2月10日 - 2015年2月27日）
- 経営・運営：東宝（1957年 - ?）→東宝経営、東宝サービスセンター運営（? - 2006年9月30日）→TOHOシネマズ（2006年10月1日 - 2015年2月27日）
- 観客定員数
  - ニュー東宝シネマ→（TOHOシネマズ）有楽座：814席（開館時[1]）→746席（1990年代頃）→397席（有楽座）
  - ニュー東宝シネマ2：396席（開館時[1]）
- 初代の有楽座（1935年6月 - 1984年10月）は現在の日比谷シャンテの一部。

## 歴史

### ニュー東宝シネマの時代
1957年（昭和32年）10月9日、日本劇場（現在の有楽町マリオン・阪急側）向かいのニユートーキヨービル内に東宝直営の洋画封切館として、3階に「ニュー東宝」、地下1階に「スキヤバシ東宝」の2スクリーン体制でオープンした。
ニュー東宝はビルの3階にあったことから、当時は「エスカレーターで上がる映画館」が謳い文句であった。また地下のスキヤバシ東宝は名画座としてのスタートだったが、1962年（昭和37年）4月20日、大映作品を上映していたみゆき座が洋画ロードショー館に転向すると、館名を「スキヤバシ映画劇場」に改め大映の封切館となった。
1971年（昭和46年）に大映が経営不振で倒産すると、同年12月4日にスキヤバシ映画劇場は洋画ロードショー劇場に転向。そして開館15周年を迎えた1972年（昭和47年）5月5日、ニュー東宝とスキヤバシ映画劇場は「ニュー東宝シネマ1・2」に名称統一された。
以後『アニー・ホール』『ルパン三世 カリオストロの城』『カイロの紫のバラ』『ハンナとその姉妹』『AKIRA』『フィールド・オブ・ドリームス』などのヒット作を輩出したが、1995年（平成7年）3月25日にシャンテ・シネ（現在のTOHOシネマズシャンテ）がスクリーン3を新設させると、同年6月30日にはニュー東宝シネマ2が閉館し跡地はビアホールとなった。残ったシネマ1は1998年（平成10年）10月17日に「ニュー東宝シネマ」となり、シネマ2閉館から3年4か月を経て館名から数字が外れた。

### 有楽座の時代
2005年（平成17年）1月8日から1週間上映された『TAXI NY』（ティム・ストーリー監督）を最後にニュー東宝シネマとしての営業を終了。その後約3ヵ月に及ぶ改装工事を経て、同年4月9日にかつて有楽町1丁目の日比谷映画劇場隣にあった同名の劇場に由来し「有楽座」として改称開館した。ニュー東宝時代と同様、洋画と邦画を交互に上映。東宝洋画系公開のチェーンマスターの一つであった「日比谷映画」チェーンの機能を引き継いでいた。
2006年（平成18年）の阪急・阪神経営統合により阪急東宝グループから阪急阪神東宝グループとなり、その流れで東宝の映画興行部門の再編が行われ、『ワイルド・スピードX3 TOKYO DRIFT』（ジャスティン・リン監督）上映中だった同年10月1日付でTOHOシネマズに有楽座の経営・運営が移管される。そして2009年（平成21年）2月10日より名称がTOHOシネマズ有楽座に変更され、全国のTOHOシネマズ名のシネコン同様にインターネットチケット販売「vit」、ポイントカード「シネマイレージカード」が導入された。
- 1スクリーンは定員395人（他に車椅子用のスペースが2箇所ある）。椅子とカーテンの色は赤。
- 劇場の1階正面入口には「Now Showing!!」の下に上映作品の英文題名が記されている。
  - 例：『名探偵コナン』 - Detective Conan、『パコと魔法の絵本』 - Paco and the  Magical Book（TOHOシネマズ指定の表示物）

### 閉館とその後

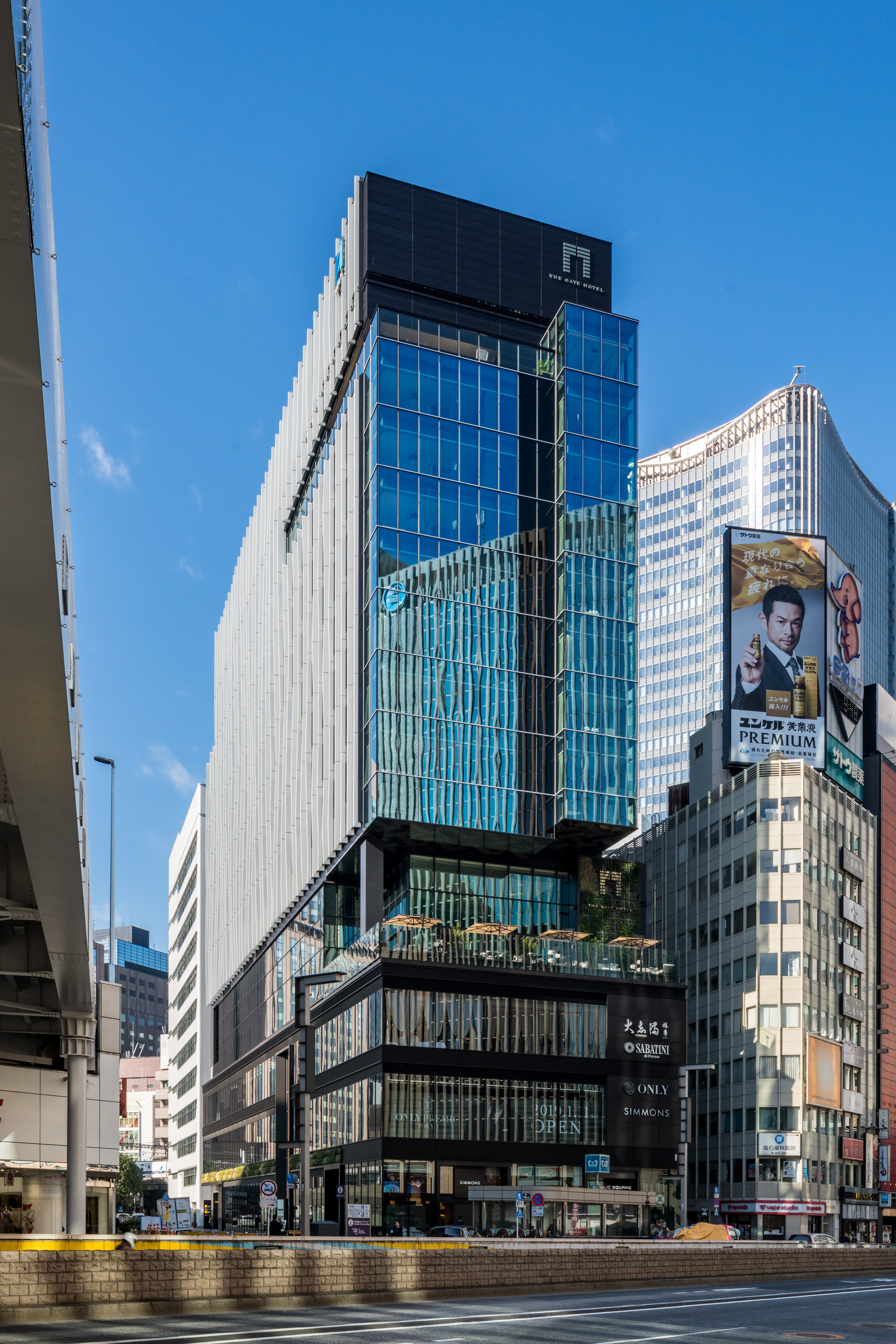
跡地に建設されたヒューリックスクエア東京
（2018年11月撮影）

2010年代には35mmフィルムからデジタルシネマへと上映方式を移行し営業を続けていたが、ニュートーキョー本店ビルの閉鎖に伴い2015年（平成27年）2月27日をもって閉館。『6才のボクが、大人になるまで。』（リチャード・リンクレイター監督）を最終上映作として57年5か月に及ぶ歴史に幕を閉じた。この結果有楽町・日比谷方面の東宝系チェーンマスターがひとつ失われる事態となったが、閉館から3年後の2018年（平成30年）3月29日、TOHOシネマズ日比谷が入った東京ミッドタウン日比谷が開業し、同劇場で上映されていた劇場版『名探偵コナン』シリーズはそこに引き継がれた。
ニユートーキヨービルの跡地には2018年10月にホテルなどが入居する商業施設ビル『ヒューリックスクエア東京』が竣工し、現在に至る。また、ニュー東宝シネマのチェーンマスターの機能は有楽町スバル座に引き継がれたが、次第に小規模系作品を上映することが多くなった末、TOHOシネマズ日比谷開業後の2019年（令和元年）10月20日をもって閉館している。

## 主な上映作品
※量が多いため、伸縮型のメニューとして掲載する。右にある[表示]をクリックすると一覧が表示される。